# ライヴのじかん
『ライヴのじかん』は、エフエム福岡でオンエアしている番組。音楽・ライブ・イベント・映画を紹介する。毎週土曜日18:30～18:55放送。
色々な枠で放送時間は移行している。

## MC
- 荒川みどり（2022年4月～）

※ディレクターとして*西川さとりも参加している。

## 過去のMC
- 香月千鶴（2018年4月～2022年3月）
- こはまもとこ
- 西川さとり（※こはまもとこの代打として2011年4月～9月8日）
- 木原友香
- 中島愛

| スタブアイコン | サブスタブ | この項目は、まだ閲覧者の調べものの参照としては役立たない、ラジオ番組に関連した書きかけの項目です。この項目を加筆・訂正などしてくださる協力者を求めています（P:ラジオ/PJ:放送番組）。 |